# Eira sjukhus

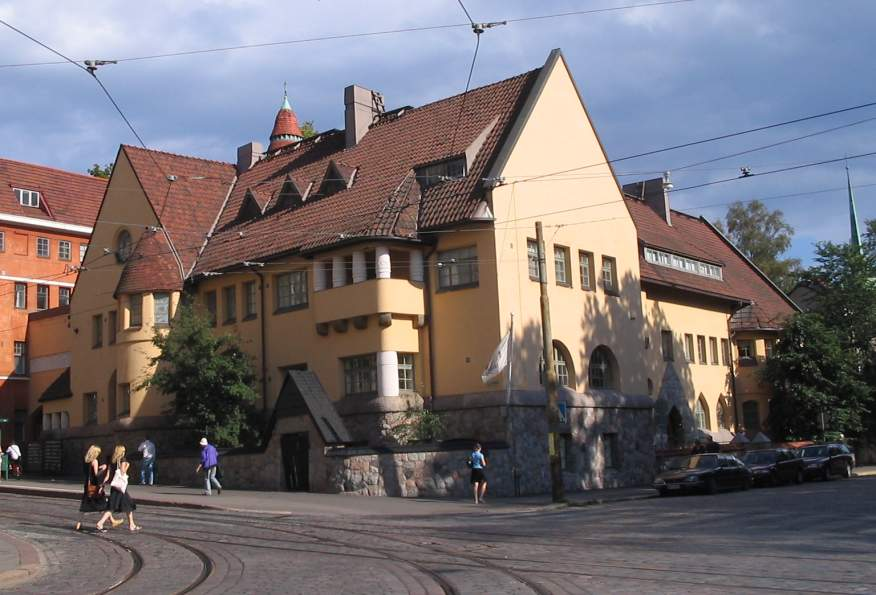
Eira sjukhus.

Eira sjukhus är ett privatsjukhus i södra Helsingfors. Sjukhuset har givit namn åt den bredvidliggande stadsdelen Eira. Själva sjukhuset har fått sitt namn efter läkekonstens gudinna Eir inom den nordiska mytologin.
Den arkitektoniskt sett viktiga sjukhusbyggnaden ligger i korsningen av Fabriksgatan och Skepparegatan med adress Fabriksgatan 30. Byggnaden är ritad av den finländske arkitekten Lars Sonck. Byggnaden stod färdig år 1905.